# Melissa Williams
Melissa Williams   (Ciutat del Cap, 12 de juny de 1985) és una patinadora de monopatí sud-africana. Va participar en la modalitat de competició de parc als Jocs Olímpics d'Estiu de 2020 a Tòquio i va ser la patinadora de monopatí més veterana que hi va participar.

## Trajectòria
Williams va néixer i va créixer a Panorama, un suburbi de Ciutat del Cap, i va ser allà on va començar a patinar amb monopatí als 12 anys. Als vint anys va anar a viure a Londres durant tres anys i «va passar molt de temps patinant tots els increïbles bowls, snake runs i parcs de patinatge que Anglaterra té per oferir».
Williams ha treballat com a entrevistadora i coordinadora per a Blunt Magazine, ha tocat la bateria als grups Black Lung i Bilderberg Motel, ha fet boxa competitiva, ha estat el directora de màrqueting de la sucursal sud-africana de RVCA, ha gestionat l'obertura de diversos restaurants a Ciutat del Cap, i va fundar una empresa de màrqueting i xarxes socials. No és una patinadora professional, sinó que patina per diversió, a més de fer surf amb regularitat.